# Luciano Zavagno
Luciano Germán Zavagno (Santa Fe, 6 agosto 1977) è un ex calciatore argentino, di ruolo difensore.

## Carriera

### Inizi
Muove i primi passi nel calcio professionistico presso la squadra della sua città, l'Unión de Santa Fe, e a 20 anni si trasferisce nella Ligue 1 francese, prima allo Strasburgo, poi al Troyes. Nel 2002 viene acquistato dal Derby County, con cui ha giocato in Premier League e First Division e nel gennaio 2004, portato in Italia dall'Ancona, debutta in Serie A giocando 8 partite; la sua stagione termina bruscamente, tuttavia, a causa di un grave infortunio, e a giugno, complice anche la retrocessione e il fallimento del club marchigiano, decide di tornare in Argentina, firmando per l'Estudiantes de La Plata.

### Catania e Ionikos Nikaias
Per la stagione 2005-2006 torna in Italia ingaggiato dal Catania in Serie B, ma dopo 15 partite, il 5 gennaio 2006 decide di rescindere consensualmente il suo contratto con il club siciliano per problemi familiari. Dopo sei mesi di inattività, si trasferisce in Grecia per la stagione 2006-2007, ingaggiato dallo Ionikos, club della Super League greca.

### Pisa
L'esperienza al Pireo è tuttavia breve, e dopo sole 14 presenze, il 19 gennaio 2007 rescinde con la società greca e sottoscrive un contratto con il Pisa, allora militante in Serie C1. Con la formazione toscana conquista la promozione in serie B, ma gioca solo poche gare, uscendo dagli schemi tattici dell'allora allenatore Piero Braglia. Nell'estate 2007 svolge il ritiro con il club neroazzurro e con mister Ventura ricomincia da titolare la stagione 2007-2008 in Serie B. Il 2 febbraio 2008, alla seconda giornata di ritorno mette a segno il suo primo gol stagionale, a Frosinone, con un preciso colpo di testa dalla distanza. Offre buone prestazioni per tutto il resto della stagione, diventando uno dei punti fermi della squadra.
Nel 2008-2009 rimane ancora al Pisa ottenendo la conferma di terzino sinistro titolare. Rinnova anche il suo contratto per altri due anni, ma la retrocessione e il successivo fallimento dei toscani lo costringe ad abbandonare il club rimanendo svincolato a parametro zero.

### Il ritorno all'Ancona
Il 26 luglio 2009 l'Ancona ufficializza il ritorno del terzino argentino in maglia biancorossa per la stagione 2009-2010 in Serie B; scende in campo 35 volte segnando anche una rete, contribuendo a trascinare il club a un passo dai playoff; nell'estate, tuttavia, l'Ancona non riesce ad evitare il fallimento e la conseguente esclusione dal campionato di Serie B, e Zavagno si ritrova ancora svincolato.

### Torino
Il 20 agosto 2010, voluto dal direttore sportivo Gianluca Petrachi, firma un contratto annuale con il Torino, con cui disputa una discreta stagione (16 partite) nonostante la mancata promozione. Alla luce delle prestazioni, il 10 luglio 2011 la società granata decide così di prolungare il suo contratto ancora per un anno, fino al 30 giugno 2012. Il 25 maggio 2012, dopo la promozione in Serie A del Toro, annuncia l'addio al calcio. Tornato dall'Argentina, l'11 settembre firma un contratto con i granata come osservatore.
All'inizio della stagione 2015-2016 lascia il ruolo di talent scout al Torino Football Club per passare al Chelsea.

## Statistiche

### Presenze e reti nei club
| Stagione                 | Squadra                  | Campionato               | Campionato | Campionato | Coppa nazionale | Coppa nazionale | Coppa nazionale | Coppe europee | Coppe europee | Coppe europee | Totale | Totale |
| Stagione                 | Squadra                  | Comp                     | Pres       | Reti       | Comp            | Pres            | Reti            | Comp          | Pres          | Reti          | Pres   | Reti   |
| ------------------------ | ------------------------ | ------------------------ | ---------- | ---------- | --------------- | --------------- | --------------- | ------------- | ------------- | ------------- | ------ | ------ |
| 1994-1995                | Unión de Santa Fe        | B                        | 1          | 0          | Coppa Arg.      | 0               | 0               | -             | -             | -             | 1      | 0      |
| 1995-1996                | Unión de Santa Fe        | B                        | 0          | 0          | Coppa Arg.      | 0               | 0               | -             | -             | -             | 0      | 0      |
| 1996-1997                | Unión de Santa Fe        | A                        | 0          | 0          | Coppa Arg.      | 0               | 0               | -             | -             | -             | 0      | 0      |
| Totale Unión de Santa Fe | Totale Unión de Santa Fe | Totale Unión de Santa Fe | 1          | 0          |                 | 0               | 0               |               | -             | -             | 1      | 0      |
| 1997-1998                | Strasburgo               | A                        | 5          | 0          | CF              | 0               | 0               | -             | -             | -             | 5      | 0      |
| 1998-1999                | Strasburgo               | A                        | 9          | 1          | CF              | 0               | 0               | -             | -             | -             | 9      | 1      |
| Totale Strasburgo        | Totale Strasburgo        | Totale Strasburgo        | 14         | 1          |                 | 0               | 0               |               | -             | -             | 14     | 1      |
| 1999-2000                | Troyes                   | A                        | 26         | 0          | CF              | 0               | 0               | -             | -             | -             | 26     | 0      |
| 2000-2001                | Troyes                   | A                        | 14         | 0          | CF              | 0               | 0               | -             | -             | -             | 14     | 0      |
| 2001-ott. 2001           | Troyes                   | A                        | 8          | 0          | CF              | 0               | 0               | -             | -             | -             | 8      | 0      |
| Totale Troyes            | Totale Troyes            | Totale Troyes            | 48         | 0          |                 | 0               | 0               |               | -             | -             | 48     | 0      |
| ott. 2001-2002           | Derby County             | A                        | 26         | 0          | FA Cup          | 1               | 0               | -             | -             | -             | 30     | 0      |
| 2001-2002                | Derby County             | B                        | 9          | 2          | FA Cup          | 1               | 0               | -             | -             | -             | 9      | 2      |
| 2002-2003                | Derby County             | B                        | 17         | 1          | FA Cup          | 2               | 0               | -             | -             | -             | 19     | 1      |
| Totale Derby County      | Totale Derby County      | Totale Derby County      | 52         | 3          |                 | 6               | 0               |               | -             | -             | 58     | 3      |
| gen.-giu. 2004           | Ancona                   | A                        | 8          | 0          | CI              | 0               | 0               | -             | -             | -             | 8      | 0      |
| 2004-2005                | Estudiantes de La Plata  | A                        | 0          | 0          | Coppa Arg.      | 0               | 0               | -             | -             | -             | 0      | 0      |
| 2005-2006                | Catania                  | B                        | 8          | 0          | CI              | 1               | 0               | -             | -             | -             | 9      | 0      |
| 2006-gen. 2007           | Ionikos                  | SL                       | 14         | 0          | Coppa Gre.      | 0               | 0               | -             | -             | -             | 14     | 0      |
| gen.-giu. 2007           | Pisa                     | C1                       | 2          | 0          | CI              | 0               | 0               | -             | -             | -             | 2      | 0      |
| 2007-2008                | Pisa                     | B                        | 39         | 1          | CI              | 2               | 0               | -             | -             | -             | 41     | 1      |
| 2008-2009                | Pisa                     | B                        | 34         | 0          | CI              | 2               | 0               | -             | -             | -             | 36     | 0      |
| Totale Pisa              | Totale Pisa              | Totale Pisa              | 75         | 1          |                 | 4               | 0               |               | -             | -             | 79     | 1      |
| 2009-2010                | Ancona                   | B                        | 35         | 1          | CI              | 1               | 0               | -             | -             | -             | 36     | 1      |
| Totale Ancona            | Totale Ancona            | Totale Ancona            | 43         | 1          |                 | 1               | 0               |               | -             | -             | 44     | 1      |
| 2010-2011                | Torino                   | B                        | 16         | 0          | CI              | 1               | 0               | -             | -             | -             | 17     | 0      |
| 2011-2012                | Torino                   | B                        | 6          | 0          | CI              | 1               | 0               | -             | -             | -             | 7      | 0      |
| Totale Torino            | Totale Torino            | Totale Torino            | 22         | 0          |                 | 2               | 0               |               | -             | -             | 24     | 0      |
| Totale carriera          | Totale carriera          | Totale carriera          | 277        | 6          |                 | 14              | 0               |               |               |               | 291    | 6      |

## Palmarès

### Club

#### Competizioni internazionali
- Coppa Intertoto UEFA: 1

Troyes: 2001